# Petit Pierre au pays des rêves
Pour plus de détails, voir Fiche technique et Distribution.
Petit Pierre au pays des rêves (Peterchens Mondfahrt) est un film d'animation allemand de Wolfgang Urchs, basé sur le livre Peterchens Mondfahrt de Gerdt von Bassewitz. Le film est sorti le 29 novembre 1990 en Allemagne et le 19 octobre 1994 en France.

## Synopsis
Petit Pierre et sa sœur Anna Lisa sont dans leur chambre sur le point de s'endormir lorsqu'ils entendent du bruit. Ils découvrent un hanneton, Monsieur Buzz, qui leur confie une mission. Cette aventure les mènera jusqu'à la Lune en passant par la prairie astrale du Marchand de Sable...

## Distribution

### Version originale allemande
- André Schmidtsdorf : Peterchen (Pierre)
- Nathalie del Castillo : Anneliese (Anna-Lisa)
- Manfred Lichtenfeld : Sumsemann (le hanneton)
- Friedrich W. Bauschulte : Sandmann (le marchand de sable)
- Wolfgang Hess : Mondmann
- Dagmar Heller : Nachtfee / Mutter
- Fritz von Hardenberg : Sturmriese
- Udo Wachtveitl : Regenfritze
- Michael Habeck : Milchstraßenmann
- Monika John : Blitzhexe
- Walter Reichelt : Weihnachtsmann
- Willi Röbke : Pfefferkuchenmann
- Doris Jensen : Wolkenfrau
- Manfred Erdmann : Donnermann
- Martina Duncker (ou Dunker) : Windliese
- Pascal Breuer : Eismax
- Arne Elsholtz : Ur-Großvater

### Version française[1]
- Damien Boisseau : Pierre
- Kelvine Dumour :  Anna-Lisa
- Cyrille Artaux : le hanneton Monsieur Buzz
- Philippe Dumat : le marchand de sable
- Nathalie Spitzer : la fée de la nuit / la mère de Pierre et Anna-Lisa
- Pierre Baton : Buzz de la grande branche craquante / le père Noël
- Marcel Guido : Flix la grenouille / le narrateur
- Hervé Caradec : Monsieur Coïncidence / le gardien de la Voie lactée
- Marc Alfos : le voleur de bois / le lapin de Pâques
- Sarah Marot : Roxanna / le petit page